# Mauritiella
Mauritiella é um género botânico pertencente à família Arecaceae..

## Espécies
- Mauritiella aculeata
- Mauritiella armata
- Mauritiella macroclada